# San Isidro Arenal
San Isidro Arenal är en ort i Mexiko.   Den ligger i kommunen San Juan Lalana och delstaten Oaxaca, i den sydöstra delen av landet, 400 km sydost om huvudstaden Mexico City. San Isidro Arenal ligger 103 meter över havet och antalet invånare är 411.
Terrängen runt San Isidro Arenal är kuperad söderut, men norrut är den platt. San Isidro Arenal ligger nere i en dal. Runt San Isidro Arenal är det ganska glesbefolkat, med 23 invånare per kvadratkilometer. Närmaste större samhälle är Ignacio Zaragoza, 9,1 km väster om San Isidro Arenal. Omgivningarna runt San Isidro Arenal är en mosaik av jordbruksmark och naturlig växtlighet.